# 녹색
녹색(green, 綠色) 또는 녹색(문화어: 록색)은 식물의 잎과 같은 색이며, 굴절률이 파랑 다음으로 큰 색이다. 1931년 국제조명위원회는 초록의 파장을 546.1nm으로 정의했다. 마카오, 브라질, 이탈리아, 멕시코, 에티오피아, 방글라데시, 시리아, 리비아, 쿠웨이트, 미얀마 등의 국기에 사용된 색이며, 이슬람교의 상징색이기 때문에 주로 이슬람 국가의 국기에서 많이 찾아볼 수 있다. 처음에는 녹색이라고 불렸으나, 2003년 이후 초록색으로 색 이름이 바뀌었다(색명이 바뀌기 전의 초록색은 청록색과 섞여서 약간의 파란색을 띠는 녹색, 정확히는 먼셀의 20색상표의 녹색과 청록의 중간색을 뜻했다). 
먼셀의 20색상환에서의 초록은 녹색(지금의 초록)과 청록이 섞인 중간색을 뜻하지만, 녹색이 초록색으로 색명이 변경된 이후 교육부는 20색상환에서 10색상환으로 줄여졌고, 20색상환은 이름을 붙이지 않은 채로 교육하기로 했다. RGB 색공간에서 녹색은 G 채널의 명도가 153인 색상이다. RGB 색공간의 삼원색은 빨강, 라임, 파랑이나 라임을 초록이라 부르는 경우가 많다. CMYK 색공간에서 녹색은 시안과 노랑의 혼합색이다. 원추세포의 종류 중, 긴 파장의 빛을 감지하는 L 원추세포와 중간 파장의 빛을 감지하는 M 원추세포에 의해 인식되며, 사람의 눈은 초록에 가장 민감하게 반응하여 멀리서도 인식한다. 이 때문에 교통 표지판이나 신호등에 이용된다.

## 문화

### 상징
- 녹색은 환경 운동 및 생태주의의 상징이다.
- 녹색은 범아랍색의 색 중 하나로, 이슬람교를 상징한다. 때문에 많은 이슬람 문화권의 국가들이 국기에 녹색을 사용한다.
- 2011년까지 사용하던 리비아 국기는 이슬람의 영향 때문에 오로지 초록 한 가지 색만 넣는다.

### 정치
- 과거에 존재했던 국민의당의 상징색이다.
- 전 국무 총리이자 9선 국회 의원이었던 김종필은 녹색을 좋아하여[출처 필요] 독자적으로 신민주공화당, 자유민주연합을 창당하였을 때 당을 뜻하는 색을 녹색으로 정하였다.
- 과거 대한민국 민주당의 상징색이다. 이후 민주당이 녹색이 아닌 파랑을 상징색으로 쓰기 시작했고 이후 이 녹색은 민주평화당이 이어받았다가 민생당의 상징색이 되었다.
- 유럽에는 각 나라별로 녹색당이 있다. 녹색당은 생명 존중을 모토로 하여 핵에 의한 방사능 오염, 환경 오염, 생태계 파괴를 반대하는 정당이다.

### 군사
- 녹색은 군사 시설 및 장비 등에 위장색으로 쓰인다. 이는 산악전용으로 사막전에서는 녹색이 아닌 황갈색을 사용한다.
- 대한민국 육군 장교의 정복에는 녹색이 쓰이고, 육군의 병사들이 입는 정복도 녹색을 쓴다.

### 교통 수단
- 대한민국 철도청(현 한국철도공사)이 1996년부터 2003년까지 대표 색상으로 사용하였다.
- 대한민국 서울 지하철 2호선의 대표 색상이다. (녹색, 2.5G 5/12)
- 대한민국 서해선의 대표 색상이다. (딥 그린색)
- 대한민국 부산 도시철도 2호선의 대표 색상이다.
- 대한민국 대구 도시철도 2호선의 대표 색상이다.
- 대한민국 대전 도시철도 1호선의 대표 색상이다. (5G 4/10)
- 한때 대한민국 한국철도공사 새마을호의 고유색이었으며,(ITX-새마을의 변경 때문에 폐지로 인해 현재는 빨강으로 변경)[3] 통일호와 비둘기호의 바탕색으로 쓰였다.
- 대한민국 지선버스의 대표 색상이다. 채택하는 곳은 서울특별시, 인천광역시, 대구광역시, 대전광역시, 광주광역시이다. 다만 실제 도색은 라임색 또는 연두색에 가깝다.
- 신칸센 E3계 전동차에 녹색 줄무늬가 칠해져 있다.
- 아일랜드 항공사인 에어링구스의 항공기 도색이 녹색이다.
- 이탈리아 국영 철도 Trenitalia의 대표 색상 중 하나로 사용된다.
- 프랑스 파리의 지하철, 버스에 엷은 녹색의 줄무늬가 칠해져 있다.
- 동일본 여객철도(이하 JR 동일본)의 대표 색상이므로 'JR 그린'으로 통용된다. 이보다 약간 엷은 색상으로 홋카이도 여객철도(이하 JR홋카이도)에서 사용되고 있으므로, 도호쿠 신칸센과 홋카이도 신칸센의 열차 등급인 야마비코, 하야부사, 하야테호로 사용한다.
- 도쿄 지하철 9호선 지요다선의 대표 색상이다.

### 기업
- 대한민국에서 DB그룹이 이 색상이 사용된다. 때문에 한국 프로 농구 원주 동부 프로미의 2010~2011 시즌부터의 홈 유니폼 색상도 녹색이다.
- 대한민국에서 태평양그룹도 이 색상이 사용되었다. 공기업으로는 한국수력원자력이 사용되며, 금융권에서는 하나금융그룹, 농협이 사용된다.
- 독일 정밀 기기 제조 업체인 지멘스의 대표 색상이다.
- 대한민국의 포털 사이트인 네이버의 대표 색상이다.
- 대한민국의 신문사 한겨레신문의 대표 색상이다.

### 상태 표시
- 많은 전기 제품이나 전자 제품에서 녹색등은 정상 작동, 안전 등을 나타낸다.
- 신호등에서 녹색등은 자동차나 사람의 통행을 지시하는 등이다.

### 생물학
- 식물의 잎이 푸른 것은 엽록소가 들어있기 때문이다.
- 생물에게 녹색은 시력을 향상시키는 역할을 한다. 그 때문에 도시에 사는 사람보다 나무나 숲이 많은 시골에 사는 사람의 시력이 더 좋고 넓은 초원이 많은 몽골인 등 유목 민족의 시력이 아주 좋다.
- 대부분의 학교에서 사용되는 칠판은 검정 바탕에 녹색을 약간 섞었다.

### 미디어
- 영화나 게임물에서 전체 관람가, 전체 이용가의 색상이다.

### 문학
- 세익스피어는 오셀로에서 질투를 녹색 눈의 괴물이라 비유하였다.

### 화폐
- 대한민국 1만원, 유럽 통합 화폐 100유로, 노르웨이 50크로네, 스위스 50프랑, 덴마크 200크로네, 영국 5파운드, 호주 100달러의 기조 색상이다.

### 신용카드
NH농협, KB국민은행에서 발급하는 그린 체크카드가 있다(연회비 무료).

### 올림픽
- 올림픽기에서 오세아니아를 상징한다.

### 축구
- 독일 분데스리가의 SV 베르더 브레멘, VfL 볼프스부르크의 홈 유니폼 색깔이다.
- K리그1의 전북 현대 모터스의 홈 유니폼 색깔이다.
- 방글라데시, 사우디아라비아, 아프가니스탄, 타지키스탄 등의 국가들이 초록색 유니폼을 입는다.

### 야구
- KBO 리그에서는 SSG 랜더스의 금, 토요일 홈 유니폼 상의 색상이다.

### 펜싱
- 주심을 기준으로 오른쪽에 서 있는 선수는 득점시 초록색 불이 들어온다.

### 가수
- 클릭비
- SS501 (펄 라이트 그린)
- 제국의 아이들 (제이드 그린)
- B.A.P (스프링 그린)
- C-CLOWN (포레스트 그린)
- 김종국 (에메랄드 그린)
- 박효신
- KCM
- 이루
- 악동뮤지션
- Flower
- 솜이
- 엔플라잉
- NCT

## 국기

### 아시아

인도
파키스탄
방글라데시
스리랑카
몰디브
이라크
이란
사우디아라비아
시리아
레바논
팔레스타인
요르단
쿠웨이트
아랍에미리트
오만
키프로스
타지키스탄
투르크메니스탄
아프가니스탄

### 유럽

아일랜드
포르투갈
이탈리아
리투아니아
헝가리
불가리아
벨라루스

### 아메리카

멕시코
자메이카
세인트키츠 네비스
도미니카 연방
세인트빈센트 그레나딘
그레나다
브라질
볼리비아
가이아나
수리남

### 아프리카

리비아
수단
남수단
알제리
모로코
모리타니
말리
세네갈
감비아
기니
기니비사우
코트디부아르
가나
베냉
토고
부르키나파소
나이지리아
중앙아프리카 공화국
카메룬
콩고 공화국
가봉
적도 기니
상투메 프린시페
탄자니아
케냐
르완다
부룬디
에티오피아
남아프리카 공화국
레소토
나미비아
짐바브웨
잠비아
말라위
모잠비크
마다가스카르
모리셔스
세이셸

### 오세아니아

솔로몬 제도
바누아투

## 컴퓨터
- 어도비 드림위버의 아이콘 색상이다.

## 도시 계획
- 그린벨트는 도시계획에서 녹지를 보존하기 위해 지정한 개발제한구역이다.
- 지도에서 녹색은 공원이나 숲을 나타낸다.

## 녹색 계열의 색상
| 색 이름  | 색상 |
| -------- | ---- |
| 녹색     |      |
| 라임색   |      |
| 올리브색 |      |
| 암청색   |      |
| 연두     |      |

## 같이 보기
- 여러 언어에서의 파랑과 녹색의 구별